# Leng Ke
Leng Ke (en khmer : ឡេង កែ), né le 15 octobre 1970, est une joueuse de pétanque cambodgienne. 

## Palmarès

### Séniors

#### Championnats du Monde
Championne du monde
- Tir de précision 2013 :  Équipe du Cambodge
- Tir de précision 2015 :  Équipe du Cambodge
- Tir de précision 2017 :  Équipe du Cambodge
- Tir de précision 2019 :  Équipe du Cambodge

Troisième
- Triplette 2013 (avec Chantrea Oum, Sreymom Ouk et Sreya Un) :  Équipe du Cambodge[2]
- Triplette 2017 (avec Sreymom Ouk, Sreya Un et Sorakhim Sreng) :  Équipe du Cambodge[3]
- Triplette 2019 (avec Sreymom Ouk, Sreya Un et Sovanna Keo) :  Équipe du Cambodge[4]

#### Jeux d'Asie du Sud-Est
Vainqueur
- Tir de précision 2013 :  Équipe du Cambodge
- Doublette 2017 (avec Sreymom Ouk) :  Équipe du Cambodge

Finaliste
- Doublette 2007 (avec Sophorn Duch) :  Équipe du Cambodge

Troisième
- Doublette 2009 (avec Dina Duong) :  Équipe du Cambodge
- Tir de précision 2011 :  Équipe du Cambodge
- Doublette 2015 (avec Sreymom Ouk) :  Équipe du Cambodge
- Tir de précision 2015 :  Équipe du Cambodge

#### Trophée L'équipe[5]
Vainqueur
- Doublette 2018 :  Équipe du Cambodge
- Triplette 2018 :  Équipe du Cambodge

### Records
Avec quatre titres, elle détient le plus grand nombre de titre de championne du monde de tir de précision, devant Angélique Colombet qui en compte trois. 